# 기내 엔터테인먼트

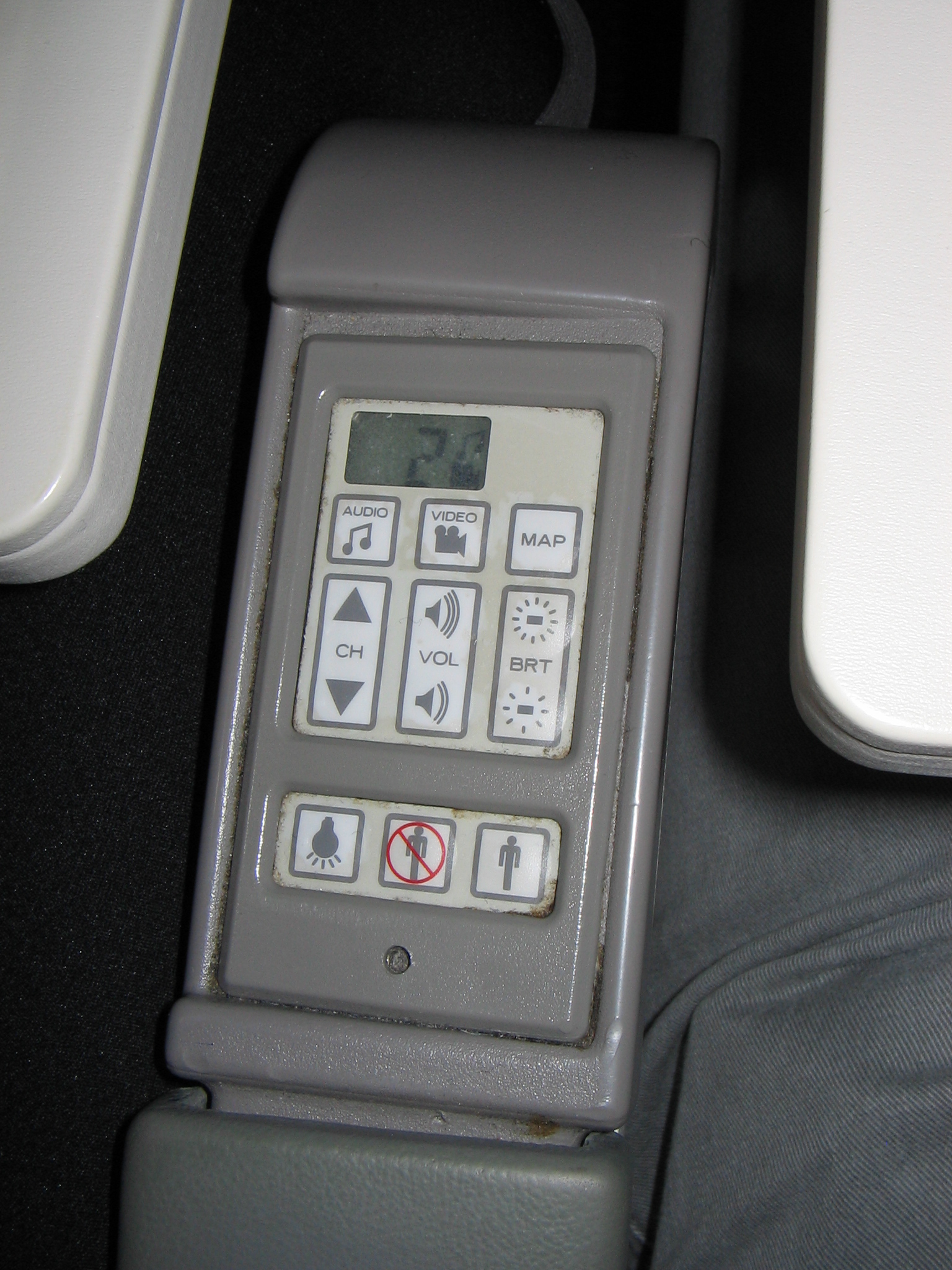
팔걸이에 설치된 IFE 장치

기내 엔터테인먼트 또는 인플라이트 엔터테인먼트(영어: In-flight entertainment, IFE)는 비행 중 항공기 승객이 이용할 수 있는 엔터테인먼트 서비스다. 1936년 비행선 힌덴부르크는 유럽과 미국 간 비행에서 2년 동안 승객들에게 피아노, 라운지, 식당, 흡연실, 바를 제공했다. 제2차 세계 대전 후 IFE는 음식과 음료 서비스의 형태가 되었고, 장거리 비행 중에 가끔 영사기 영화가 제공되었다. 1985년에는 최초의 개인용 오디오 플레이어, 1989년에는 소음 제거 헤드폰과 함께 승객에게 제공되었다. 1990년대에는 더 나은 IFE에 대한 요구가 항공기 객실 설계의 주요 요인이었다. 그 전에는 승객이 가장 기대할 수 있는 것은 기내 전면의 스크린에 투영된 영화였으며 좌석의 헤드폰 소켓을 통해 들을 수 있었다. 현재는 대부분의 항공기에서 개인 IFE TV 화면이 제공된다.
IFE의 설계 문제에는 시스템 안전, 비용 효율성, 소프트웨어 안정성, 하드웨어 유지 관리, 사용자 호환성이 포함된다. 항공사 기내 엔터테인먼트는 콘텐츠 서비스 제공업체에서 관리하는 경우가 많다.